# Walter Torbrügge
Walter Torbrügge (* 16. August 1923 in Wittingen bei Hannover; † 3. Februar 1994 in Wörth an der Donau) war ein deutscher Prähistoriker. Er wirkte unter anderem als ordentlicher Professor für Geschichte an der Universität Regensburg.

## Leben
Nach Studium und Promotion zum Dr. phil. 1959 an der Universität München war er dort als Privatdozent für Vor- und Frühgeschichte tätig. Anschließend lehrte er von 1968 bis 1991 als ordentlicher Professor für Vor- und Frühgeschichte an der Universität Regensburg. 1974 wurde er ordentliches Mitglied des Deutschen Archäologischen Instituts. Walter Torbrügge lebte und starb in Wörth an der Donau.

## Schriften (Auswahl)
- Vor- und Frühgeschichte in Stadt und Landkreis Rosenheim. Rosenheim 1959, OCLC 310638414.
- Die Bronzezeit in der Oberpfalz. Kallmünz 1959, OCLC 470154090.
- Vor- und Frühgeschichte im Landkreis Ebersberg. Kallmünz 1961, OCLC 253298038.
- Oberpöring. Katalog zur Vorgeschichte einer Ortsmarkung. Kallmünz 1963, OCLC 463006400.
- Europäische Vorzeit. 1968.